# Tossal Gros (Figuerola del Camp)
El Tossal Gros és una muntanya de 867 metres que es troba entre els municipis de Figuerola del Camp a l'Alt Camp i el de Montblanc a la Conca de Barberà. És el punt més alt de la serra de Miramar.
El cim del Tossal Gros, situat al capdamunt d'una llarga falla de vora set-cents metres de llargada i seixanta d'alçada relativa entre sostre i mur(penyasegat) rep el nom de Tossal Gros, al qual pertany.
Aquest cim està inclòs a la llista dels 100 cims de la FEEC.  